# Haris Duljević
Haris Duljević, né le 16 novembre 1993 à Sarajevo, est un footballeur international bosnien. Il évolue au poste d'ailier gauche.

## Carrière

### En club

#### Dynamo Dresde (2017-2019)
Le 4 août 2017, il rejoint le club allemand du Dynamo Dresde librement pour une durée de trois ans. Il fait ses débuts officiels sous ses nouvelles couleurs avec une défaite contre le club du VfL Bochum. Il marque son premier but pour le Dynamo Dresden lors d'une victoire 3 à 1 sur le Fortuna Düsseldorf.

#### Nîmes Olympique (2019-2021)
Le 30 juillet 2019, Haris Duljević s'engage pour trois années contre une indemnité de transfert avoisinant 700 000 euros.

#### Hansa Rostock (2021-2023)
Libre depuis sa résiliation de contrat avec Nîmes (Ligue 2) au mois de juin, il s'est engagé pour deux ans avec le club allemand du Hansa Rostock en Bundesliga 2. Son contrat s'est terminé en juin 2023.

### En équipe nationale
Haris Duljević reçoit 13 sélections avec les espoirs, inscrivant trois buts.
Il honore sa première sélection avec la Bosnie-Herzégovine le 25 mars 2016, lors d'un match amical contre le Luxembourg. Cette rencontre disputée dans la ville de Luxembourg se solde par une victoire 3-0 des joueurs bosniens.

## Statistiques
| Saison                | Club                  | Championnat           | Championnat | Championnat | Coupe(s) nationale(s) | Coupe(s) nationale(s) | Compétition(s) continentale(s) | Compétition(s) continentale(s) | Compétition(s) continentale(s) | Bosnie-Herzégovine | Bosnie-Herzégovine | Total | Total |
| Saison                | Club                  | Division              | M.          | B.          | M.                    | B.                    | Comp.                          | M.                             | B.                             | M.                 | B.                 | M.    | B.    |
| 2010-2011             | NK Čelik              | Premijer liga         | 4           | 0           | 0                     | 0                     | -                              | -                              | -                              | -                  | -                  | 4     | 0     |
| Sous-total            | Sous-total            | Sous-total            | 4           | 0           | 0                     | 0                     | -                              | -                              | -                              | -                  | -                  | 4     | 0     |
| 2011-2012             | FK Olimpic            | Premijer liga         | 5           | 0           | 0                     | 0                     | -                              | -                              | -                              | -                  | -                  | 5     | 0     |
| 2012-2013             | FK Olimpic            | Premijer liga         | 25          | 1           | 2                     | 0                     | -                              | -                              | -                              | -                  | -                  | 27    | 1     |
| 2013-2014             | FK Olimpic            | Premijer liga         | 20          | 4           | 0                     | 0                     | -                              | -                              | -                              | -                  | -                  | 20    | 4     |
| Sous-total            | Sous-total            | Sous-total            | 50          | 5           | 2                     | 0                     | -                              | -                              | -                              | -                  | -                  | 52    | 5     |
| 2014-2015             | FK Sarajevo           | Premijer liga         | 24          | 3           | 4                     | 1                     | C3                             | 6                              | 2                              | -                  | -                  | 34    | 6     |
| 2015-2016             | FK Sarajevo           | Premijer liga         | 26          | 3           | 4                     | 0                     | C1                             | 2                              | 0                              | 4                  | 0                  | 36    | 3     |
| 2016-2017             | FK Sarajevo           | Premijer liga         | 10          | 1           | -                     | -                     | -                              | -                              | -                              | 1                  | 0                  | 11    | 1     |
| Sous-total            | Sous-total            | Sous-total            | 60          | 7           | 8                     | 1                     | -                              | 8                              | 2                              | 5                  | 0                  | 81    | 10    |
| 2017-2018             | Dynamo Dresde         | 2. Bundesliga         | 28          | 2           | 1                     | 0                     | -                              | -                              | -                              | 6                  | 0                  | 35    | 2     |
| 2018-2019             | Dynamo Dresde         | 2. Bundesliga         | 25          | 1           | 1                     | 1                     | -                              | -                              | -                              | 7                  | 1                  | 33    | 3     |
| Sous-total            | Sous-total            | Sous-total            | 53          | 3           | 2                     | 1                     | -                              | -                              | -                              | 13                 | 1                  | 68    | 5     |
| 2019-2020             | Nîmes Olympique       | Ligue 1               | 14          | 0           | 3                     | 0                     | -                              | -                              | -                              | 4                  | 1                  | 21    | 1     |
| 2020-2021             | Nîmes Olympique       | Ligue 1               | 20          | 0           | 1                     | 0                     | -                              | -                              | -                              | 3                  | 0                  | 24    | 0     |
| Sous-total            | Sous-total            | Sous-total            | 34          | 0           | 4                     | 0                     | -                              | -                              | -                              | 7                  | 1                  | 45    | 1     |
| 2021-2022             | Hansa Rostock         | 2. Bundesliga         | 23          | 0           | -                     | -                     | -                              | -                              | -                              | 2                  | 0                  | 25    | 0     |
| 2022-2023             | Hansa Rostock         | 2. Bundesliga         | 18          | 0           | 1                     | 0                     | -                              | -                              | -                              | 1                  | 0                  | 20    | 0     |
| Sous-total            | Sous-total            | Sous-total            | 41          | 0           | 1                     | 0                     | -                              | 0                              | 0                              | 3                  | 0                  | 45    | 0     |
| Total sur la carrière | Total sur la carrière | Total sur la carrière | 261         | 15          | 23                    | 3                     | -                              | 8                              | 2                              | 28                 | 2                  | 320   | 22    |

## Palmarès
Il remporte le championnat de Bosnie-Herzégovine en 2014-2015 avec le FK Sarajevo.